# Sleep of the Angels
Sleep of the Angels è il quinto album in studio del gruppo musicale Rotting Christ, pubblicato il 1999 dalla Century Media Records. 

## Tracce
1. "Cold Colours" – 3:36
2. "After Dark I Feel" – 4:31
3. "Victoriatus" – 4:01
4. "Der Perfekte Traum" – 4:28
5. "You My Flesh" – 4:35
6. The World Made End" – 3:00
7. "Sleep the Sleep of Angels" – 4:35
8. "Delusions" – 3:35
9. "Imaginary Zone" – 3:45
10. "Thine Is the Kingdom" – 5:00

## Formazione
- Sakis “Necromayhem” Tolis - voce, chitarra, testi
- Themis “Necrosauron” Tolis - batteria